# Hyalesthes stylidentata
Hyalesthes stylidentata är en insektsart som beskrevs av Dlabola 1979. Hyalesthes stylidentata ingår i släktet Hyalesthes och familjen kilstritar. Inga underarter finns listade i Catalogue of Life.